# Swoon
Swoon é o segundo álbum de estúdio da banda de rock alternativo norte-americana, Silversun Pickups, lançado no dia 14 de abril de 2009. O álbum foi produzido por Dave Cooley, que ja tinha trabalhado com a banda no seu primeiro álbum, Carnavas. A gravação do álbum começou em Julho de 2008. O nome do álbum vem de uma linha da segunda faixa do álbum, "The Royal We".

## Faixas
Todas as faixas escritas e compostas por Silversun Pickups. 
| N.º | Título                             | Duração |  |
| 1.  | "There's No Secrets This Year"     | 5:33    |  |
| 2.  | "The Royal We"                     | 4:47    |  |
| 3.  | "Growing Old Is Getting Old"       | 5:44    |  |
| 4.  | "It's Nice to Know You Work Alone" | 4:45    |  |
| 5.  | "Panic Switch"                     | 5:44    |  |
| 6.  | "Draining"                         | 4:55    |  |
| 7.  | "Sort Of"                          | 5:28    |  |
| 8.  | "Substitution"                     | 4:41    |  |
| 9.  | "Catch And Release"                | 4:40    |  |
| 10. | "Surrounded (Or Spiraling)"        | 4:45    |  |

| iTunes Pre-Order |                    |         |  |
| N.º              | Título             | Duração |  |
| 1.               | "Currency Of Love" | 5:30    |  |

| Faixa Bônus Disponível para Download na Edição-Limitada pelo Código de Acesso Promocional |                 |         |  |
| N.º                                                                                       | Título          | Duração |  |
| 1.                                                                                        | "Ne Plus Ultra" | 5:14    |  |

## Posições nas Paradas

### Álbum
| Parada (2009)          | Posição |
| ---------------------- | ------- |
| ARIA Albums Chart      | 14      |
| Top Canadian Albums    | 23      |
| UK Albums Chart        | 107     |
| Billboard 200          | 7       |
| Top Independent Albums | 1       |

### Singles
| Single         | Parada (2009)                    | Posição |
| -------------- | -------------------------------- | ------- |
| "Panic Switch" | Canadian Hot 100                 | 85      |
| "Panic Switch" | U.S. Billboard Hot 100           | 92      |
| "Panic Switch" | U.S. Billboard Alternative Songs | 1       |
| "Panic Switch" | U.S. Billboard Rock Songs        | 4       |
| "Substitution" | U.S. Billboard Alternative Songs | 17      |
| "Substitution" | U.S. Billboard Rock Songs        | 29      |
| "The Royal We" | U.S. Billboard Alternative Songs | 25      |
| "The Royal We" | U.S. Billboard Rock Songs        | 40      |

## Formação
Silversun Pickups
- Brian Aubert → Guitarra, Vocal
- Nikki Monninger → Baixo, Vocal
- Chris Guanlao → Bateria
- Joe Lester → teclado

Produção
- Produzido por Dave Cooley
- Engineered por Steven Rhodes, Kristen Riley and Jason Gossman
- Mixado por Tony Hoffer and Jason Gossman
- Masterizado por Stephen Marcussen
- Arranjos de Cordas por Will Canzoneri

Arte
- Capa da edição é de Darren Waterston's "St. Clair"
- Fotos por Steve Gullick
- Layout por Sara Cumings